# Peter-Paul Rauwerda
Peter-Paul Rauwerda (Den Haag, 8 september 1970) is een Nederlands illustrator en schrijver.

## Levensloop
De tekencarrière van Peter-Paul Rauwerda begon met het maken van theateraffiches en een strip in het universiteitsblad Folia. Na zijn studie econometrie werkte hij enkele jaren als reclametekenaar bij Oberon Medialab waar hij animaties maakte voor websites en computerspelletjes. Hiernaast ging hij zich richten op het illustreren van kinderboeken. Zo maakte hij de tekeningen voor Het boek van alle dingen en Florian Knol van Guus Kuijer. Talloze geïllustreerde boeken volgden, onder andere voor Lydia Rood, Dolf Verroen, Gideon Samson, Anke Kranendonk en Ton van Reen. Ook maakte Rauwerda landkaarten voor boeken van Marco Kunst, Rob Ruggenberg en vele anderen.
In 2016 verscheen zijn eerste roman De negen kamers waar hij in 2017 de Dioraphte Literatour Prijs voor kreeg. 

### Privé
Rauwerda is getrouwd en heeft drie kinderen. Hij woont met zijn gezin in Heiloo.

## Geïllustreerde boeken
- 2000 - Smulberen van Kolja Koning
- 2001 - Het ei van Brancusi van Paul Phoelich
- 2002 - Opgesloten van Jac Linders
- 2002 - Ontsnapt uit cel 13 van Jac Linders
- 2003 - De wraak van Jota van Jac Linders
- 2003 - Van boef tot kaperkapitein van Erik Schaekels
- 2003 - Mars, het rode raadsel van Govert Schilling
- 2004 - Het boek van alle dingen van Guus Kuijer
- 2004 - De schat van Mat van Simone Kramer
- 2006 - Florian Knol van Guus Kuijer
- 2007 - Schatten zoeken van Hilde Vandermeeren
- 2007 - Breuklijn van Elizabeth Kay
- 2007 - Boris van Jaap ter Haar
- 2009 - Ridders, rovers en rapaille van Ton van Reen
- 2008 - De brief van Inge Bergh
- 2008 - De kist van Inge Bergh
- 2008 - De valse koopman van Anneriek van Heugten
- 2009 - Broer te koop van Inge Bergh
- 2009 - Mijn vader is geen moordenaar van Margriet Breet
- 2010 - Prutspiet van Marlies Verhelst
- 2010 - Vier plus vier is acht van Inge Misschaert en Inge Bergh
- 2010 - Het wolvenpak van Ton van Reen
- 2010 - Met je hoofd boven water van Gideon Samson
- 2010 - Over de grens van Tijl Rood
- 2010 - De overwinning van het licht van Ton van Reen
- 2010 - Papegaaien liegen niet van Lydia Rood
- 2010 - Een vader voor altijd van Dolf Verroen
- 2011 - De kapitein van de bokkenrijders van Ton van Reen
- 2011 - Zwarte panter van Greet Beukenkamp
- 2011 - Klappie van Ashwin Moyene
- 2012 - De verzwegen brief van Karla Stoefs
- 2013 - Erik de Viking van Gerard Sonnemans
- 2013 - De lichtverkoper van Ton van Reen
- 2013 - Voetballen in de hemel van Anke Kranendonk
- 2013 - De Sterrenkijker van Beatrijs Oerlemans
- 2014 - De dag dat de zon geen zin had van Mirjam Enzerink
- 2015 - De bende van Lijp Kot van Wim Bos
- 2019 - Kameel weet het zeker van Lenneke Westera
- 2020 - De Grijze Jager, Deel 1: de ruïnes van Gorlan van John Flanagan
- 2022 - Merel en Mus. De wolk en de rots van Eliane De Bleser
- 2024 - Een bal in het heelal van Margaretha van Andel